# Carl Forssell
Carl Otto Forssell (* 25. října 1917 Stockholm – 28. listopadu 2005 Ängelholm, Švédsko) byl švédský sportovní šermíř, který se specializoval na šerm kordem. Švédsko reprezentoval v třicátých, čtyřicátých a padesátých letech. Na olympijských hrách startoval v roce 1948 a 1952 v soutěži jednotlivců a družstev. V roce 1950 obsadil na mistrovství světa v soutěži jednotlivců druhé místo. Se švédským družstvem kordistů vybojoval v roce 1952 stříbrnou a v roce 1948 bronzovou olympijskou medaili a v roce 1938,1947, 1949 a 1954 druhé místo na mistrovství světa.